# BMW M54
BMW M54 – silnik BMW produkowany w trzech wersjach.

## M54 B22 – 226S1 (Z3, Z4, E46, E39, E60)
| Liczba cylindrów           | 6                                  |
| Średnica cylindrów         | 80 mm                              |
| Skok tłoka                 | 72 mm                              |
| Pojemność                  | 2172 cm³                           |
| Stopień sprężania          | 10,8:1                             |
| Moc maksymalna             | 125 kW (170 KM) przy 6100 obr./min |
| Obroty maksymalne          | 6500 obr./min                      |
| Maksymalny moment obrotowy | 210 Nm przy 3500 obr./min          |

## M54 B25 – 256S5 (Z3, Z4, E46, E39, E60, E83)

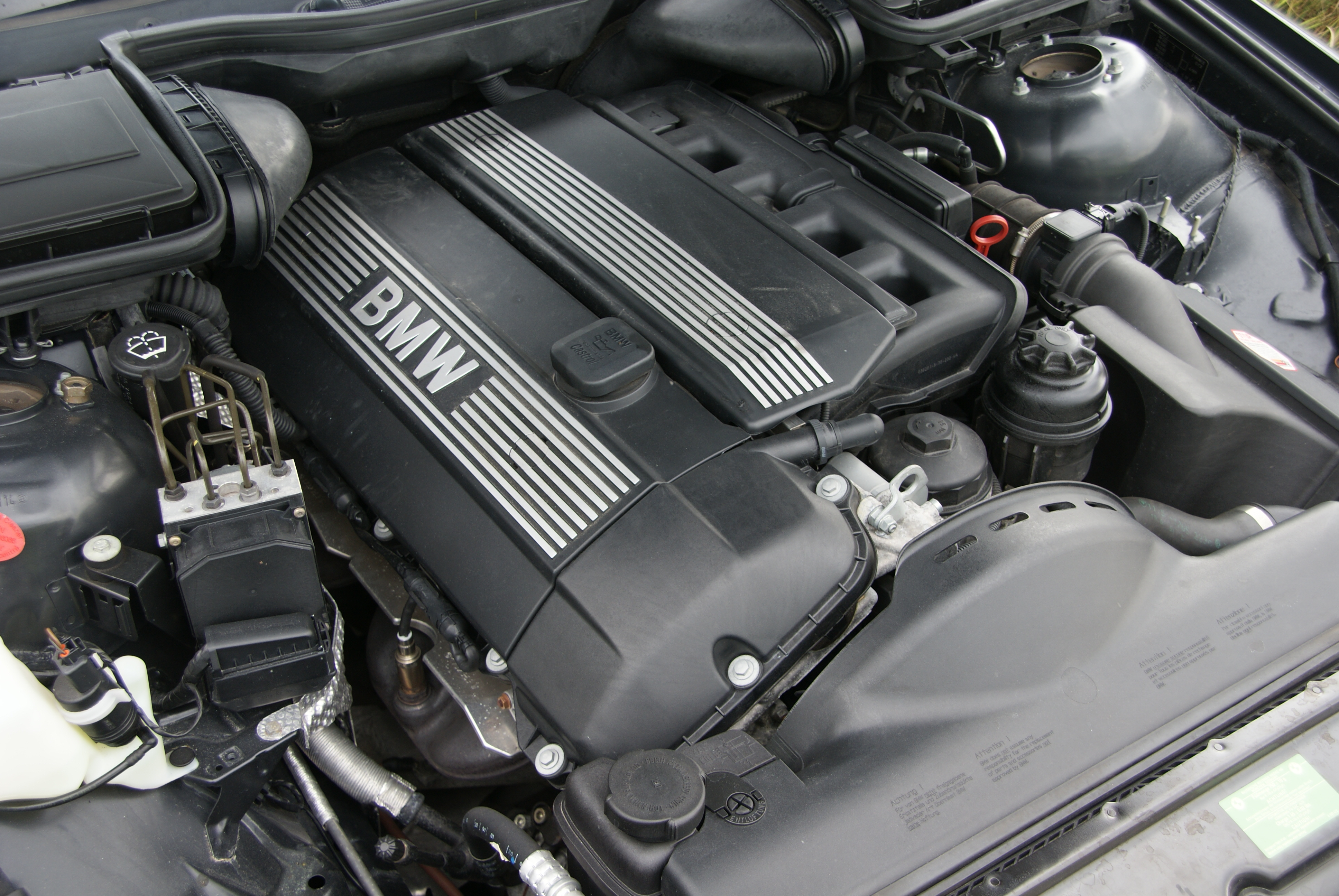
M54B25

| Liczba cylindrów           | 6                                  |
| Średnica cylindrów         | 84 mm                              |
| Skok tłoka                 | 75 mm                              |
| Pojemność                  | 2494 cm³                           |
| Stopień sprężania          | 10,5:1                             |
| Moc maksymalna             | 141 kW (192 KM) przy 6000 obr./min |
| Obroty maksymalne          | 6500 obr./min                      |
| Maksymalny moment obrotowy | 245 Nm przy 3500 obr./min          |

## M54 B30 – 306S3 (E53, Z3, Z4, E46, E39, E60, E83, X5)
| Liczba cylindrów           | 6                                  |
| Średnica cylindrów         | 84 mm                              |
| Skok tłoka                 | 89,6 mm                            |
| Pojemność                  | 2979 cm³                           |
| Stopień sprężania          | 10,2:1                             |
| Moc maksymalna             | 170 kW (231 KM) przy 5900 obr./min |
| Obroty maksymalne          | 6500 obr./min                      |
| Maksymalny moment obrotowy | 300 Nm przy 3500 obr./min          |